# Acordo de 17 de Maio
O Acordo de 17 de maio de 1983 foi um fracassado tratado de paz patrocinado pelo governo Ronald Reagan, presidente dos Estados Unidos, que tentou selar a paz entre Líbano e Israel durante a Guerra Civil Libanesa, depois as forças israelenses invadiram o território libanês e cercaram Beirute em 1982. Em pouco tempo, a Síria exigiu sua unilateral anulação. O tratado estabelecia, entre outras coisas, a retirada israelense, o fim das hostilidades mútuas e a criação de uma zona de segurança no sul do Líbano.

## Itens do Tratado
- Abolir o estado de guerra entre o Líbano e Israel.
- A plena retirada israelense do Líbano.
- Estabelecimento de uma zona de segurança entre os dois países.
- Uma comissão composta por norte-americanos, israelenses e libaneses para supervisionar a aplicação das medidas entre os dois países.
- Estabelecimento de relações políticas e comerciais entre os dois países.
- Proibir qualquer forma de propaganda hostil ao outro país dentro do seu território.
- Cancelar todos os tratados e disposições e regulamentos que impedem a execução de qualquer item da convenção.

## Rejeição popular
A grande maioria da população libanesa rejeitou esse acordo, acreditando que era uma grande vergonha para o país. As atividades de milicianos sunitas e xiitas se intensificaram pelo Líbano. Sob a pressão da rejeição popular e do governo da Síria, o governo libanês anulou o acordo menos de um ano depois de aprovado, especificamente, no dia 5 de março de 1984.